# Spaced Out
Spaced Out (fransk titel: allo la Terre, ICI les Martin) är en fransk-kanadensisk-amerikansk animerad Tv-serie från 2001, som har samproducerats av Alphanim och Cartoon Network samt andra företag. Spaced Out är en serie med element som liknar The Jetsons, som också har en familj med fyra medlemmar. Denna serie består drygt av 26 avsnitt indelat i en säsong. Serien handlar om Familjen Martin som blir erbjudna av ett företag att tillbringa livet på en rymdstation i rymden där deras vardagliga upplevelser utspelas.